# Bruno Michaud
Bruno Michaud (14 oktober 1935 - 1 november 1997) was een Zwitsers voetballer die speelde als verdediger.

## Carrière
Michaud speelde in de jeugd van FC Basel waarvoor hij ook zijn debuut maakte, hij speelde er twee seizoenen alvorens één seizoen te gaan spelen bij Lausanne-Sport. Hierna keerde hij terug naar Bazel waar hij tot in 1970 bleef spelen. Hij won drie landstitels in 1967, 1969 en 1970 daarnaast won hij de beker in 1963 en 1967.
Hij speelde vijftien interlands voor Zwitserland, waarin hij niet tot scoren kwam.
Na zijn spelerscarrière was hij korte tijd interim-coach van Zwitserland.

## Erelijst
- FC Basel
  - Landskampioen: 1967, 1969, 1970
  - Zwitserse voetbalbeker: 1963, 1967
  - Alpencup: 1969
  - Uhrencup: 1969